# Anthogorgia caerulea
Anthogorgia caerulea is een zachte koraalsoort uit de familie Acanthogorgiidae. De koraalsoort komt uit het geslacht Anthogorgia. Anthogorgia caerulea werd in 2000 voor het eerst wetenschappelijk beschreven door Grasshoff. 